# Kareshi Boshūchū
Singles de Perfume (groupe)
OMAJINAI★Perori
(2002) Sweet Donuts
(2003)
Kareshi Boshūchū (彼氏募集中) est le 2e single du groupe de J-pop Perfume. Ce single n'a été vendu que dans leur ville natale, Hiroshima, et est donc un single rare et particulièrement recherché.

## Membres
- Yuka Kashino (樫野 有香?)
- Ayaka Nishiwaki (西脇 綾香?)
- Ayano Ōmoto (大本 彩乃?)

## Pistes
Toute la musique est composée par Papparaa Kawai.
| No | Titre                                                                  | Durée |
| -- | ---------------------------------------------------------------------- | ----- |
| 1. | Kareshi Boshūchū (彼氏募集中)                                          |       |
| 2. | Kareshi Boshūchū (Original Karaoke) (彼氏募集中（オリジナルカラオケ）) |       |